# WWE Stomping Grounds
 Stomping Grounds foi um evento de luta livre profissional produzido pela WWE e transmitido em formato pay-per-view pelo WWE Network e contou com a participação de lutadores do Raw, SmackDown e 205 Live. Aconteceu em 23 de junho de 2019, no Tacoma Dome em Tacoma, Washington.
Nove lutas foram disputadas no evento, incluindo uma no pré-show. No evento principal, Seth Rollins derrotou o Baron Corbin em uma luta sem contagem fora e sem desqualificação para manter o Campeonato Universal da WWE com Lacey Evans como árbitra convidada. Em outras lutas importantes, Kofi Kingston derrotou Dolph Ziggler em uma luta steel cage para manter o Campeonato da WWE, Ricochet derrotou Samoa Joe para vencer o Campeonato dos Estados Unidos e Roman Reigns derrotou Drew McIntyre.

## Histórias
O show conteve nove lutas, incluindo uma no pré-show. As lutas resultaram de histórias com roteiro, onde os lutadores retratavam heróis, vilões ou personagens menos distinguíveis em eventos com roteiro que criavam tensão e culminavam em uma luta ou série de lutas. Os resultados foram predeterminados pelos escritores da WWE nas marcas Raw, SmackDown e 205 Live, enquanto as histórias eram produzidas nos programas semanais de televisão da WWE, Monday Night Raw, SmackDown Live, e 205 Live.
No Money in the Bank, Bayley venceu a luta de escadas feminina do Money in the Bank e mais tarde naquela noite usou o contrato em Charlotte Flair para vencer o Campeonato Feminino do SmackDown. No episódio de 4 de junho do SmackDown, Flair competiu em uma luta triple threat contra Carmella e Alexa Bliss, Raw, que apareceu através da regra wild card, a fim de ganhar uma revanche contra Bayley pelo título no Stomping Grounds. Bliss, no entanto, venceu a luta, assim Bliss ganhou a luta pelo título.
Na WrestleMania 35, Roman Reigns venceu Drew McIntyre . Reigns foi transferido para o SmackDown no Superstar Shake-up, enquanto McIntyre uniu forças com Shane McMahon, mas perdeu outra luta para Reigns por desqualificação quando Reigns apareceu no episódio de 6 de maio de Raw através da regra wild card. No Super ShowDown, Shane derrotou Reigns graças a ajuda de McIntyre que atacou Reings enquanto o árbitro estava incapacitado. Depois, outra luta entre Reigns e McIntyre foi marcado para o Stomping Grounds.
No Money in the Bank, Becky Lynch reteve o Campeonato Feminino do Raw contra Lacey Evans, que por sua vez fez com que Lynch perdesse o Campeonato Feminino do SmackDown para Charlotte Flair na mesma noite. Depois de mais brigas no Raw, outra luta entre Lynch e Evans foi marcada para o Stomping Grounds.
Durante a defesa do Campeonato Universal de Seth Rollins contra o Baron Corbin no Super ShowDown, Corbin entrou em uma discussão com o árbitro John Cone, permitindo que Rollins fizesse um roll-up em Corbin para manter o título. Após a luta, Corbin atacou Rollins com o "End of Days" e uma revanche pelo título foi marcada para o Stomping Grounds. No Raw seguinte, Corbin revelou que ele foi capaz de convencer os oficiais da WWE a permitir que ele escolhesse um árbitro convidado especial para a revanche, já que ele sentiu que era culpa de Cone por ele perder no Super ShowDown. Corbin iria escolher Elias, mas ele foi atacado por Rollins, que seguiu o exemplo e continuou a atacar outras opções possíveis de Corbin: EC3 e Eric Young no Raw, e The B-Team ( Curtis Axel e Bo Dallas ) no SmackDown . A decisão de Corbin sobre o árbitro convidado especial permaneceu desconhecida antes do Stomping Grounds.
No Super ShowDown, Kofi Kingston derrotou Dolph Ziggler para manter o Campeonato da WWE graças à interferência de Xavier Woods, membro do New Day. Após a luta, Ziggler irritado alegou que teria derrotado Kingston se não fosse por Woods e depois desafiou Kingston a uma luta steel cage pelo título no Stomping Grounds e Kingston aceitou.
No episódio de 11 de junho de SmackDown, o New Day ( Big E, Kofi Kingston e Xavier Woods) derrotaram o time de Dolph Ziggler, Kevin Owens e Sami Zayn, o último aparecendo pela regra wild card. No Raw seguinte, o New Day derrotaram o time de Owens, Zayn e Baron Corbin em uma luta melhor de três. Uma luta de duplas entre Big E e Woods contra Owens e Zayn foi então agendada para o Stomping Grounds.
No episódio de 11 de junho do 205 Live, ocorreu uma luta fatal four-way entre Drew Gulak, Humberto Carrillo, Oney Lorcan e Akira Tozawa para determinar o candidato número um contra Tony Nese pelo Campeonato dos Pesos-Médios da WWE no pré-show do Stomping Grounds. A luta, no entanto, terminou com Gulak e Tozawa fazendo uma contagem dupla. Na semana seguinte, o gerente geral do 205 Live, Drake Maverick, decidiu que Nese defenderia o título contra Gulak e Tozawa em uma luta triple threat.

No episódio de 10 de junho do Raw, o campeão dos Estados Unidos Samoa Joe foi convidado do "Miz TV" do The Miz, apenas para ser interrompido por Braun Strowman, Bobby Lashley, Ricochet e Cesaro, cada um declarando que desafiava Joe pelo título dele. Na semana seguinte, ocorreu uma luta fatal five-way de eliminação entre Strowman, Lashley, Ricochet, Cesaro e Miz para determinar o desafiante de Joe para o título no Stomping Grounds, ganho por Ricochet.
Após os campeões de Duplas do SmackDown, Daniel Bryan e Rowan repreenderem a divisão de duplas do SmackDown no episódio de 28 de maio de SmackDown, o Heavy Machinery ( Otis e Tucker ) interromperam e desafiaram os campeões a uma luta pelo título, que foi aceita mais tarde. No episódio de 11 de junho, Bryan e Rowan estavam prontos para disputar a unificação do título com os campeões de kayfabe Yolo County Tag Team, um casal de lutadores "locais" com títulos de papelão. O Heavy Machinery apareceu antes da luta e acusou Bryan e Rowan de evitar o desafio. Bryan disse que o Heavy Machinery precisava ganhar a oportunidade e, então, eles enfrentaram os lutadores "locais"e o Heavy Machinery derrotou rapidamente. Bryan e Rowan estavam então programados para defender o Campeonato de Duplas do SmackDown contra a Heavy Machinery no Stomping Grounds.

## Evento
| Função:                    | Nome:                              |
| -------------------------- | ---------------------------------- |
| Comentaristas em inglês    | Michael Cole (Raw)                 |
| Comentaristas em inglês    | Corey Graves (Raw/SmackDown)       |
| Comentaristas em inglês    | Renee Young (Raw)                  |
| Comentaristas em inglês    | Tom Phillips (SmackDown)           |
| Comentaristas em inglês    | Byron Saxton (SmackDown)           |
| Comentaristas em inglês    | Vic Joseph (205 Live)              |
| Comentaristas em inglês    | Nigel McGuinness (205 Live)        |
| Comentaristas em inglês    | Aiden English (205 Live)           |
| Comentaristas espanhóis    | Carlos Cabrera                     |
| Comentaristas espanhóis    | Marcelo Rodríguez                  |
| Comentaristas alemães      | Carsten Schaefer                   |
| Comentaristas alemães      | Tim Haber                          |
| Comentaristas alemães      | Calvin Knie                        |
| Anunciadores de ringue     | Greg Hamilton (SmackDown/205 Live) |
| Anunciadores de ringue     | Mike Rome (Raw)                    |
| Árbitros                   | Danilo Anfibio                     |
| Árbitros                   | Mike Chioda                        |
| Árbitros                   | John Cone                          |
| Árbitros                   | Lacey Evans                        |
| Árbitros                   | Darrick Moore                      |
| Árbitros                   | Charles Robinson                   |
| Árbitros                   | Rod Zapata                         |
| Entrevistadores            | Charly Caruso                      |
| Entrevistadores            | Kayla Braxton                      |
| Apresentadores do pré-show | Jonathan Coachman                  |
| Apresentadores do pré-show | Charly Caruso                      |
| Apresentadores do pré-show | Booker T                           |
| Apresentadores do pré-show | David Otunga                       |

### Pré-show
Durante o pré-show do Stomping Grounds, Tony Nese defendeu o Campeonatos dos Pesos-Médios da WWE contra Drew Gulak e Akira Tozawa. No clímax, depois que Nese foi empurrado para fora do ringue, Gulak realizou um quebra - pescoço argentino em Tozawa para conquistar o título.

### Lutas preliminares
O pay-per-view foi aberto com Becky Lynch defendendo o Campeonato Feminino do Raw contra Lacey Evans. No final, Lynch forçou Evans a desistir com "Dis-Arm-Her" para manter o título.
Em seguida, Kevin Owens e Sami Zayn enfrentaram The New Day (representados por Big E e Xavier Woods). No final, Owens realizou um stunner em Woods para vencer a luta.
Depois disso, Samoa Joe defendeu o Campeonato dos Estados Unidos contra Ricochet. O fim veio quando Ricochet realizou um double kneefacebraker e um senton de 630 ° em Joe para conquistar o título. Imediatamente após a luta, Ricochet foi parabenizado nos bastidores por Seth Rollins, Curt Hawkins, Zack Ryder, Carmella, Charlotte Flair, Heavy Machinery e COO da WWE Triple H.
Na quarta luta, Daniel Bryan e Rowan defenderam o Campeonato de Duplas do SmackDown contra a Heavy Machinery (Otis e Tucker). No final, Tucker realizou um cross-body em Rowan do lado de fora do ringue. Bryan então prendeu Tucker com um small package para manter o título.
Em seguida, Bayley defendeu o Campeonato Feminino do SmackDown contra Alexa Bliss do Raw (que estava acompanhada por Nikki Cross ). Durante a luta, Bayley realizou um suicide dive em Cross. No final, Cross inadvertidamente distraiu Bliss. Bliss tentou "Twisted Bliss", mas Bayley levantou os joelhos. Bayley aplicou um "Bayley-to-Belly" em Bliss para manter o título.
Depois disso, Roman Reigns enfrentou Drew McIntyre (que estava acompanhado por Shane McMahon). Durante a luta, Shane tentou distrair Reigns em várias ocasiões. Reigns realizou uma spear em McIntyre, mas Shane puxou o árbitro para o chão em uma contagem de dois. Shane fez um Coast-to-Coast em Reigns mas McIntyre não conseguiu vencer. No final, quando McIntyre tentou um "Claymore", Reigns rebateu com um superman punch e executou uma spear para vencer a luta.
Na penúltima luta, Kofi Kingston defendeu o Campeonato da WWE contra Dolph Ziggler em uma luta stell cage. No final, enquanto Ziggler tentava se arrastar para fora da jaula, Kingston pulou sobre Ziggler e atravessou a porta para escapar primeiro da jaula e manter o título.

### Evento principal
No evento principal, Seth Rollins defendeu o Campeonato Universal contra o Baron Corbin, que revelou que o árbitro convidado era Lacey Evans. Durante a luta, Evans favoreceu Corbin como uma maneira de se redimir de sua perda no início da noite contra Becky Lynch, a namorada da vida real de Rollins. Depois que Rollins executou uma powerbomb em Corbin através da mesa dos anunciantes em inglês, Evans contou até 9 antes de alterar a estipulação da partida para uma luta sem contagem . Corbin atacou Rollins com uma cadeira de aço que Rollins trouxe anteriormente. Em vez de desqualificar Corbin, Evans acrescentou que a luta agora também era uma luta sem desqualificação . Corbin tentou executar um DDT em Rollins na cadeira de aço, mas Rollins escapou e executou um "Falcon Arrow" em Corbin na cadeira de aço. Rollins tentou um pin em Corbin mas  Evans se recusou a fazer o pin. Irritado Rollins voltou sua atenção para Evans, que deu um tapa e deu um golpe baixo nele, permitindo que Corbin realizasse o "End of Days" em Rollins. Antes que Evans pudesse fazer o pin, Lynch apareceu e atacou Evans. Os árbitros surgiram e separaram Lynch e Evans, sendo um deles John Cone, que por sua vez substituiu Evans como árbitro, para desgosto de Corbin. No clímax, quando Corbin tentou outro "End of Days", Rollins reverteu em um superkick e um "The Stomp" para manter o título.

## Recepção
Jason Powell, do Pro Wrestling Dot Net, descreveu o Stomping Grounds como um "show direto" que terminou em um evento principal "polarizador". Embora os "lutadores tenham trabalhado duro", o programa apresentava "feuds de títulos ruins" que Powell desejava que terminassem. O desfecho do evento principal foi considerado mais digno de um Raw do que de um pay-per-view, Kingston-Ziggler "sofreu com a dificuldade de acreditar que Ziggler era uma ameaça" e Reigns-McIntyre era "muito bom", mas McIntyre "ainda parece que ele é apenas mais um cara com quem Reigns está alimentando, em vez de alguém com quem eles têm um plano real". Além disso, "a WWE rotulou Ricochet como uma sensação e essa vitória é a primeira vez que eles realmente o fizeram sentir vontade".
O evento recebeu 11.000 compras pay-per-view.

## Depois do Evento
Na noite seguinte, no Raw, houve uma briga entre o Campeão Universal Seth Rollins, a Campeã Feminina do Raw Becky Lynch, e Baron Corbin e Lacey Evans. Isso levou a uma luta de o vencedor leva tudo de duplas mistas para os Campeonatos Universal e o Campeonato Feminino do Raw no Extreme Rules .
Roman Reigns enfrentou Shane McMahon e Drew McIntyre em uma luta handicap . Shane e McIntyre dominaram Reigns até que o Undertaker veio em seu auxílio, organizando uma luta de duplas no holds barresd no Extreme Rules.
No SmackDown, Dolph Ziggler enfrentou o campeão da WWE Kofi Kingston em uma luta melhor de três para ser inserido na luta pelo título no Extreme Rules, mas não teve sucesso.
Nikki Cross pediu desculpas a Alexa Bliss, sentindo que foi culpa dela que Bliss perdeu. No SmackDown, Cross derrotou Bayley para ganhar uma revanche a Bliss pelo Campeonato Feminino do SmackDown no Extreme Rules.
No 205 Live, Tony Nese derrotou Akira Tozawa para ganhar a revanche contra Drew Gulak pelo Campeonato dos Pesos-Médios no Extreme Rules.

O Heavy Machinery (Otis e Tucker) ganhou mais uma oportunidade pelo Campeonato de Duplas do SmackDown no Extreme Rules ao derrotar a equipe de Kevin Owens e Dolph Ziggler.

## Resultados
| Nº                                          | Resultados                                                            | Estipulações                                                                                         | Tempo |
| ------------------------------------------- | --------------------------------------------------------------------- | --- | ----- |
| 1                                           | Drew Gulak derrotou Akira Tozawa e Tony Nese (c)                      | Luta triple threat pelo Campeonato dos Pesos-Médios da WWE                                           | 11:20 |
| 2                                           | Becky Lynch (c) derrotou Lacey Evans por submissão                    | Luta individual pelo Campeonato Feminino do Raw                                                      | 11:30 |
| 3                                           | Kevin Owens e Sami Zayn derrotaram The New Day (Big E e Xavier Woods) | Luta de duplas                                                                                       | 11:05 |
| 4                                           | Ricochet derrotou Samoa Joe (c)                                       | Luta individual pelo Campeonato dos Estados Unidos                                                   | 12:25 |
| 5                                           | Daniel Bryan e Rowan (c) derrotaram Heavy Machinery (Otis e Tucker)   | Luta de duplas pelo Campeonato de Duplas do SmackDown                                                | 14:25 |
| 6                                           | Bayley (c) derrotou Alexa Bliss (com Nikki Cross)                     | Luta Individual pelo Campeonato Feminino do SmackDown                                                | 10:35 |
| 7                                           | Roman Reigns derrotou Drew McIntyre (com Shane McMahon)               | Luta individual                                                                                      | 17:20 |
| 8                                           | Kofi Kingston (c) derrotou Dolph Ziggler escapando da jaula           | Luta steel cage pelo Campeonato da WWE                                                               | 20:00 |
| 9                                           | Seth Rollins (c) derrotou Baron Corbin                                | Luta sem contagem e sem desqualificação pelo Campeonato Universal Lacey Evans como arbítra convidada | 18:25 |
| (c) – Refere-se aos campeões antes da luta. |                                                                       | |       |